# Milan Studnička
Milan Studnička (* 19. října 1977, Most) je psycholog, psychoterapeut a filozof. Je lektorem vzdělávacích seminářů, pořádá přednášky o sebepoznání a rozvoji osobnosti. Byl také bobista, hráč amerického fotbalu a basketbalista.

## Dětství
Narodil se Zdeňce a Milanu Studničkovým, od tří let do osmnácti let vyrůstal v Ostravě. Chodil na sportovní školu ZŠ Klegova, poté navštěvoval Střední hotelovou školu v Opavě. Do svých 11 let hrál fotbal za TJ Vítkovice, jehož spoluhráčem byl před odchodem do Baníku Ostrava i český reprezentant Libor Sionko. Od 13 let hrál basketbal za NH Ostrava, s nímž vybojoval 3. místo na juniorském mistrovství republiky.

## Vzdělání
Je certifikovaným lektorem vzdělávání dospělých v České republice a Slovenské republice (Filozofická fakulta Univerzity Palackého v Olomouci). Je absolventem Fakulty tělesné výchovy a sportu Univerzity Karlovy (2002), studoval také psychologii na Filozofické fakulté UP.

## Sportovní úspěchy
- 3. místo na JMČR v basketbalu 1994, NH Ostrava
- 3. místo na MČR v euroteamu 1998
- 1. místo na MČR v americkém fotbalu 1998, Prague Lions
- 1. místo na MČR v jízdě na bobech 2000, 2001
- 15. místo na ZOH 2002 v jízdě na bobech (Salt Lake City, USA) (Pavel Puškár, Jan Kobián, Ivo Danilevič, Milan Studnička)
- 1. místo na mezinárodním mistrovství Německa v bobech 6/2003 (Milan Studnicka, Jan Kobián)
- 3. místo na MS v bobech (Illsenburg, Německo) 7/2003 (Milan Studnicka, Jan Kobián)
- 1. místo na ME v bobech (Groningen, Nizozemsko) 7/2003, (Ivo Danilevič, Roman Gomola, Milan Studnička, Jan Kobián)
- 1. místo na mezinárodním mistrovství Chorvatska (Split) 8/2003, (Milan Studnička, Jan Kobián)
- 1. místo na mezinárodním mistrovství Chorvatska (Split) 8/2003, (Ivo Danilevič, Roman Gomola, Milan Studnička, Jan Kobián)
- 1. místo na Mistrovství Německa v Oberhofu 9/2003, (Milan Studnička, Jan Kobián)

## Filozofická tvorba
V letech 2007–2009 napsal více než dvě desítky filozofických esejí a pojednání. V roce 2003 se společně se svým otcem podílel na knize Muži jsou ze Země a ženy taktéž (ISBN 80-903307-0-3), v roce 2010 napsal filozofickou knihu Každý lhář je vždy zlodějem a jen pravda jasně ví, co bude dál (ISBN 978-80-904712-0-7).